# Isabella Hindkjær
Isabella Alonso de Vera Hindkjær (født 8. oktober 1990) er en dansk journalist og chef for DR P3 - TV, radio og podcast. Hun er tidligere chefredaktør for Femina og nordisk chefredaktør for det globale ungdomsmedie VICE.

## Karriere
Hindkjær er uddannet journalist fra Syddansk Universitet i 2013. Under uddannelsen og efter arbejdede hun som portræt- og featurejournalist for bl.a. Politiken, Information, Zetland og Ud & Se og skrev bl.a. singlerne ”Den stuerene” – et politisk portræt af Dansk Folkeparti og formand Kristian Thulesen Dahl og “Den forunderlige fortælling om min mor og flugten fra kriselandet” – om migration og den finansielle krise i Sydeuropa (vinder af Kravling Prisen. Oversat og udgivet på tysk og spansk). Begge skrevet for Zetland.
I 2014 blev Hindkjær ansat som featurejournalist på Jyllands-Posten i forbindelse med opstart af magasinsektionen JP Weekend med fokus på fortællende journalistik. Hun skrev og redigerede anerkendte forsideportrætter af bl.a. Klaus Riskær Pedersen og mange andre.
I 2016 fik hun som 25-årig sin første lederstilling i mediebranchen, da hun blev ansat som ledende redaktør for VICE Danmark. I 2017 blev hun chefredaktør for VICE Danmark, hvor hun efterfulgte Benjamin Kürstein og i 2018 blev hun chefredaktør for VICE Norden.
Efter en kort periode som Creative Director hos Zetland i 2020, blev hun samme år ansat i Aller Media som chefredaktør for Femina og Digital Director for medieporteføljen Kvindeliv. Her stod Hindkjær i spidsen for en digital transformation af Femina, der ændrede mediets profil og fordoblede den digitale trafik. På den baggrund blev hun i 2022 forfremmet til Editorial Director for både Femina.dk, Elle.dk og ViUnge.dk. Samme år blev hun udvalgt som et af de 100 største talenter i dansk erhvervsliv af Berlingske.
I marts 2023 tiltrådte Hindkjær stillingen som chef for DR P3 - lyd og podcast. I 2025 fik hun tillige ansvaret for DR UNG/P3 TV og er i dag chef for P3's samlede medietilbud.

## Hæder
- 2025 Optaget i Kraks Blå Bog i kategorien Medier & Kommunikation.[10]
- 2022 Optaget på Berlingskes Talent 100-liste i kategorien ledelse.[8]
- 2017 Udnævnt til et af fremtidens talenter af Fagbladet Journalisten.[11]
- 2014 Vinder af Kravling Prisen for “Den forunderlige fortælling om min mor og flugten fra kriselandet”.[12]
- 2013 Modtager af Den Fynske Bladfonds Pris for “Den forunderlige fortælling om min mor og flugten fra kriselandet”.[13]